# Георги Ангелов (кмет)
Вижте пояснителната страница за други личности с името Георги Ангелов.
Георги Ангелов Христов е български политик, комунистически и стопански деец, заслужил деятел на БТС, АБПФК.

## Биография
Роден е на 25 ноември 1915 година в град Кюстендил. Учи в мъжката гимназия в родния си град, участва в марксистки кръжоци (1931). Член на РМС (1933), на БКМС (1935) и на БКП (от 1936). Завършва гимназия в гр.Горна Джумая (дн. Благоевград) (1938).
Започва да работи като учител в с.Бобешино, Кюстендилско (1941). секретар на Околийския комитет на БКП (1940 – 1941. Участва в издаването на нелегалните вестници „Народен фронт“ (1936), „Седмичен младежки бюлетин“ (1941) и „Младежка дума“ (1942). През 1942 г. е арестуван за комунистическа дейност и е осъден на 15 години затвор. Лежи е в Кюстендилския, Хасковския и Ловчанския затвор. На 8 септември 1944 г. е освободен от затвора. След 9 септември 1944 г. започва работа като служител в Кюстендилското околийско комисарство по снабдяването (1944 – 1946). Секретар на Градския комитет на БКТ (1946 – 1948), секретар на Околийския народен съвет (1949 – 1950). Директор на кюстендилската фабрика „Марек“ (1950 – 1955).
На 1 септември 1955 г. е избран за председател на Изпълнителния Комитет на Градския Общински Народен Съвет – Кюстендил. По време на неговото управление се благоустроява градската улична мрежа. Започва озеленяването на града, залесяват се площи на хълма „Хисарлъка“, изгражда се зоокът. Построени са хотелите „Пауталия“ и „Хисарлъка“. Започва изграждането на стадион „Осогово“, хижите „Три буки“ и „Студен кладенец“. Построява се автогара и се поставя началото на автобусния транспорт. Канализирани са Колушкото, Лозенското и Аджундарското дере, благоустроява се гаровия площад, стълбището към него и езерата с ресторанта. Изградени са няколко детски градини и училища, втория етаж на градската болница. Заема длъжността до 19 март 1966 г.
Активен член и дългогодищен председател на Окръжните съвети на БТС и БЛРС. Носител на орден „За народна свобода“, II ст., „Девети септември 1944 г.“, I и II ст. и „НРБ“, III ст.